# Steel guitar

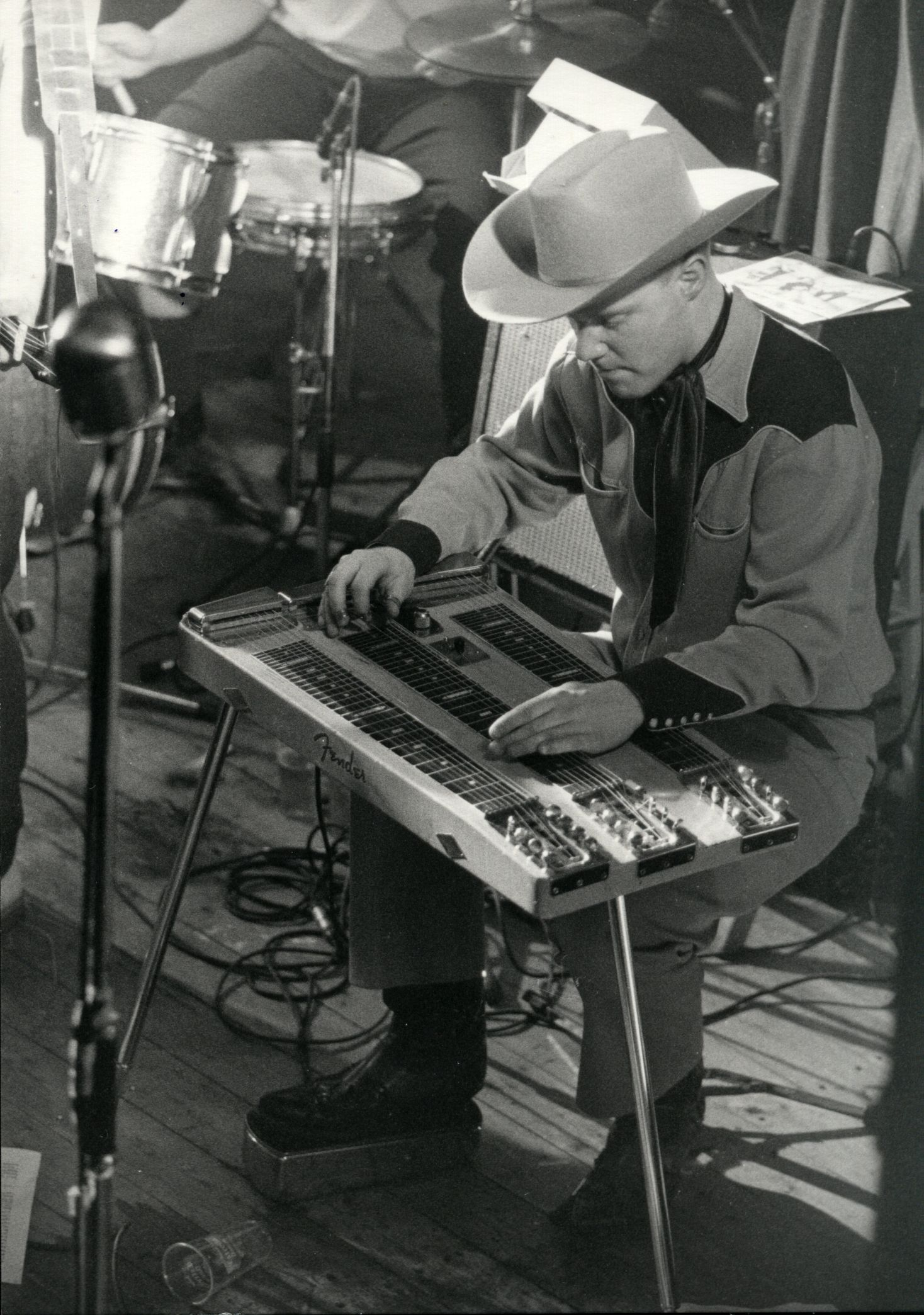
Table steel guitar con tres mástiles.

La steel guitar es un instrumento de cuerda, de la familia de las guitarras, sin caja de resonancia (salvo en los modelos acústicos), con forma usualmente rectangular, que se dispone horizontalmente, ya sea sobre las rodillas (en los modelos más antiguos), o sobre un armazón con patas. 
Las cuerdas se tocan generalmente con un dispositivo especial denominado precisamente "steel" (lo que da su nombre al instrumento), similar al slide o bottleneck, y no con los dedos como otros instrumentos de cuerda. Dispone usualmente de uno, dos y hasta tres mástiles, disponiendo de pedales que son usados para cambiar el diapasón. La acción de los pedales puede ser configurada o fijada por el que ejecuta el instrumento. 

## Historia
Su origen se encuentra en la técnica de guitarra conocida como slack key, desarrollada en Hawái y ampliamente difundida en los Estados Unidos en las décadas de 1920 y 1930. La técnica fue asumida por los músicos de blues y, sobre todo, por los intérpretes del entonces naciente hillbilly. A partir de los años 1930, comenzaron a fabricarse guitarras electrificadas, sin caja, que se disponían horizontalmente frente al ejecutante. Los modelos fueron cambiando, dando origen a distintos tipos de Steel Guitars.

## Tipos de steel guitars
Históricamente han existido varios tipos de steel guitars:

### Lap steel guitar
Es el tipo más antiguo y procede directamente de la guitarra española, con 6 cuerdas afinadas al modo tradicional o, bien, afinadas en acordes abiertos, al modo hawaiano. Inicialmente se usaban las mismas guitarras españolas, dispuestas horizontalmente sobre las rodillas del músico, de donde le viene el nombre (lap = regazo). Después se construyeron modelos específicos, con mástil cuadrado y sin trastes, sustituidos por marcas. A partir de 1931, la marca Rickenbacker comenzó a construir guitarras lap steel sin caja, de cuerpo sólido y amplificadas.

### Table steel guitar
También conocida como  «guitarra de consola», supone una evolución de la anterior, con el añadido de un mástil adicional, con ocho cuerdas en cada uno de los mástiles. Alrededor de 1950, Paul Bigsby comenzó a comercializar steel guitars montadas en un rack situado entre las piernas, en la parte delantera del instrumento. Speedy West la utilizó ampliamente en su trabajo con Jimmy Bryant y Zane Beck comenzó a añadir a la consola palancas, para usar con la rodilla, en 1953. Hacia 1955, Bud Isaacs añadió un pedal a uno de los mástiles de su table steel guitar. La finalidad del pedal era modificar la tensión de dos de las cuerdas. Isaacs usó este pedal para cambiar la tonalidad durante un acorde sostenido en el tema "Slowly", grabado por Webb Pierce, lo que generó un gran impacto entre los guitarristas de bluegrass, que comenzaron masivamente a adoptar la innovación.

### Pedal steel guitar
Es una forma más evolucionada. Buddy Emmons y Jimmy Day, fueron quienes ampliaron a dos el número de pedales y añadieron dos nuevas cuerdas a las ocho de la table steel guitar. Emmons incorporó más tarde un tercer pedal, basado en un cambio que Ralph Mooney había usado, con anterioridad, en su instrumento. Emmons unió fuerzas, en 1957 con otro intérprete-constructor de steel guitars, llamado Harold "Shot" Jackson, creando Sho-Bud Company, la primera marca que fabricó Pedal steel guitars en sentido estricto, estandarizando el modelo de un solo mástil, con tres pedales y cuatro palancas.